# Ajaccio
Ajaccio (Italiaans: Ajaccio of Aiaccio; Corsicaans: Aiacciu; Latijn: Adiacium) is de grootste stad op het Franse eiland Corsica, tevens hoofdstad van de regio Corsica en van het departement Corse-du-Sud. De stad met 75.343 inwoners 1 januari 2022 ligt aan de westkust van een baai die een noordelijke uitloper is van de zeventien kilometer lange Golf van Ajaccio. De omliggende heuvels zijn met sinaasappel- en olijfbomen beplant en geven de stad beschutting tegen de koude noordenwind. Zij garanderen ook een gelijkmatige temperatuur.
Het is de geboortestad van de Franse keizer Napoleon (1769) en zijn broer Lodewijk Napoleon (1778), koning van Holland.

## Geschiedenis
Een voorloper van Ajaccio was Adiacum, een Romeinse nederzetting, die in latere eeuwen een bisschopszetel werd. In de 10e eeuw werd de nederzetting verwoest door de Saracenen.
Onder de heerschappij van Genua, dat van de 13e tot de 18e eeuw Corsica bezette, werd in 1492 in de nabijheid van het oude Adiacum een nieuwe stad gebouwd. Families die verderop aan de baai woonden, werden hier ondergebracht. Deze plaats werd immers niet geplaagd door malaria en was beter te verdedigen tegen piraten. Ajaccio bestond uit een kasteel en een stad ontworpen door de Milanese architect Cristoforo de Gandino. Verder verhuisde het bisdom Adiacium naar de nieuwe stad. In 1558 veroverde een Frans-Turks leger onder leiding van Sampiero Corso en de Turkse kaper Dragut de stad. Een jaar later heroverden de Genuezen de stad en bouwden het kasteel van Ajaccio uit tot een citadel. Pas aan het einde van de 16e eeuw vestigden zich ook Corsicanen in de stad die tot dan uitsluitend bewoond werd door Genuezen.

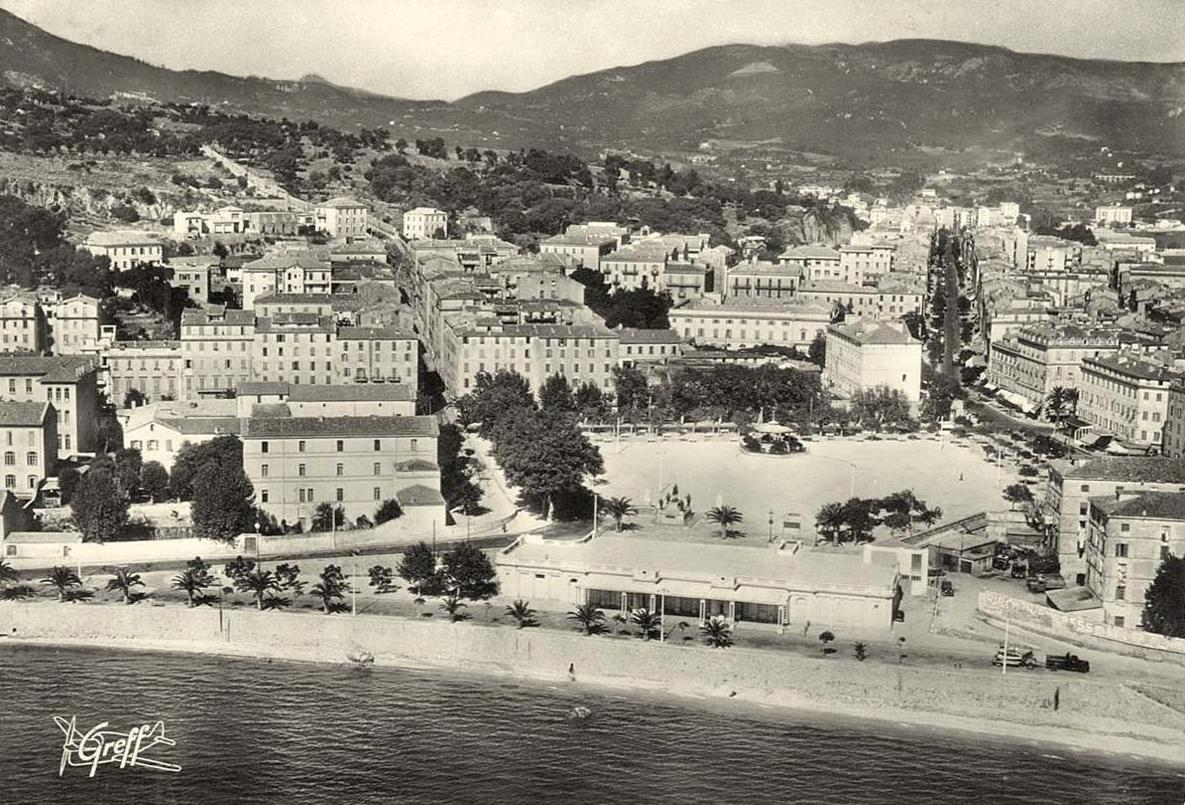
Ajaccio in 1910

In 1768 verkocht Genua het eiland aan Frankrijk. De stad groeide, ook buiten de stadsmuur, met als eerste buitenwijk U Borgu. In 1811 werd Ajaccio, dat toen ongeveer 5000 inwoners telde, hoofdstad van het eiland ten koste van Bastia. Dit had het te danken aan Napoleon Bonaparte die er in 1769 geboren was. Dit luidde het begin in van een bloeitijd voor de stad. De stadsmuren werden afgebroken, de Place Bonaparte (later Place de Gaulle) werd aangelegd en er kwamen botanische tuinen nabij de stad. Er kwamen in de loop van de 19e eeuw ook nieuwe overheidsgebouwen en nieuwe wijken. Tijdens het Tweede Franse Keizerrijk ontwikkelde Ajaccio zich ook als toeristische bestemming, in de eerste plaats bij Britten die de zachte winters waardeerden. Er werden hotels en villa's gebouwd. In 1890 ontving de stad in de winter bijna 1000 toeristen.
Ajaccio werd al op 9 september 1943 bevrijd van de Duitsers, als eerste Franse stad.

## Geografie
De oppervlakte van Ajaccio bedroeg op 1 januari 2022 82,03 vierkante kilometer; de bevolkingsdichtheid was toen 918,5 inwoners per km².
De westelijke rand van de Golf van Ajaccio wordt gevormd door de onbewoonde Sanguinaires-archipel.
De onderstaande kaart toont de ligging van Ajaccio met de belangrijkste infrastructuur en aangrenzende gemeenten.

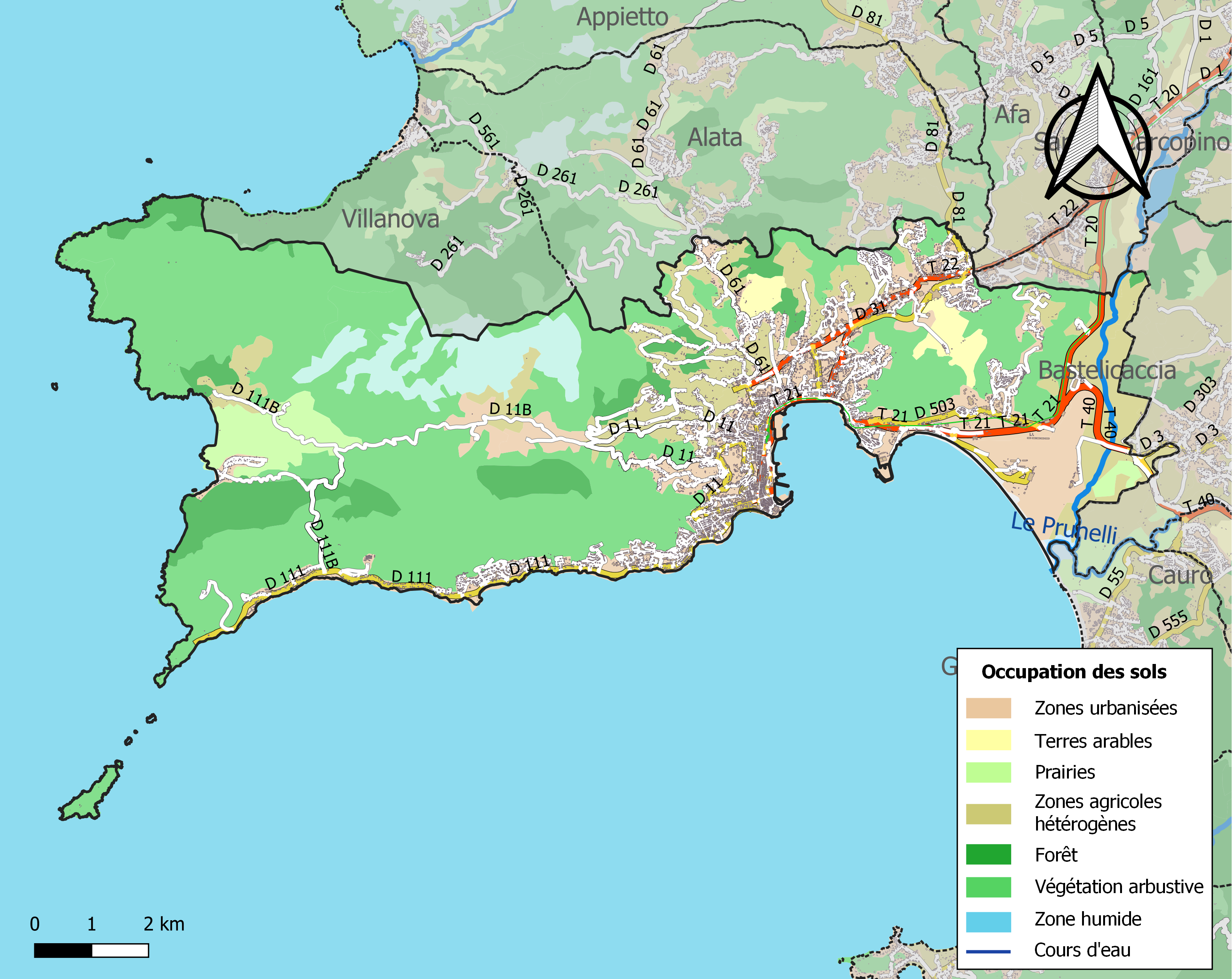

## Demografie
Het stadsgewest (aire urbaine) Ajaccio telde in 2015 zo'n 105.000 inwoners. Dit is bijna één derde van het totale aantal Corsicanen.
Onderstaande figuur toont het verloop van het inwonertal van de gemeente.
Vanwege een beveiligingsprobleem met de MediaWiki Graph-software is het momenteel niet mogelijk deze grafiek weer te geven. Zodra de software is bijgewerkt zal de grafiek vanzelf weer zichtbaar worden.

## Toerisme

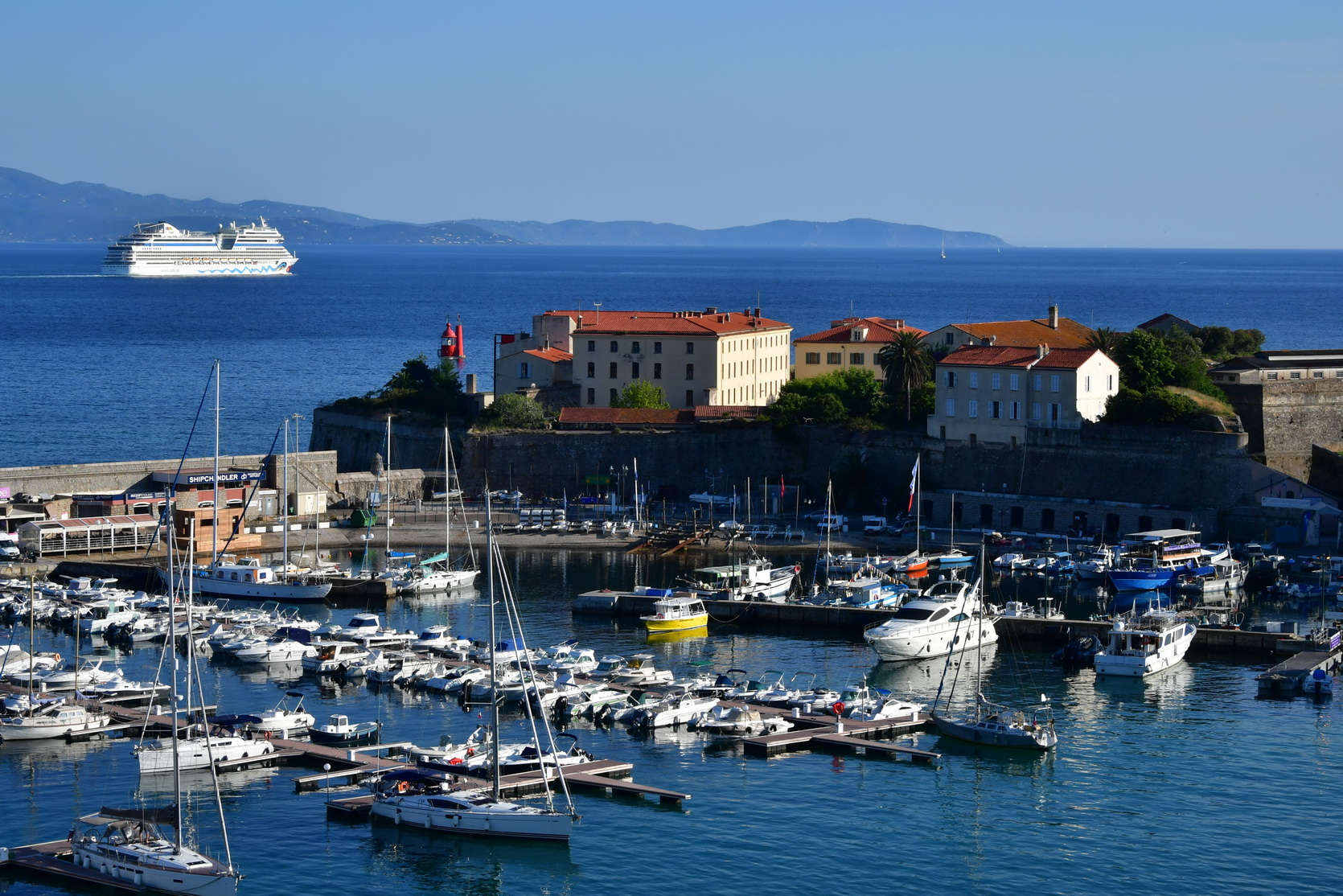
De haven van Ajaccio

Ajaccio is een populaire toeristische bestemming dankzij haar klimaat en trekpleisters. Ajaccio ontvangt de meeste cruiseschepen van de Corsicaanse havens en na Marseille zelfs van alle Franse havens.

### Trekpleisters
De Citadel-pier, met vuurtoren, de jacht- en vissershaven en de handelshaven lopen geleidelijk in elkaar over, beschermd door pieren. In het centrum van de stad ligt de Place de Charles de Gaulle, het vertrekpunt van veel toeristen. In de ontvangstzaal van het stadhuis is het Musée Napoleonien gevestigd. En in het geboortehuis van Napoleon Bonaparte, het Casa Buonaparte, is het Musée National de la maison Bonaparte gevestigd.
Zuidwaarts langs de kade staat de oude Citadelle (16e eeuw, niet toegankelijk), de citadel van Ajaccio. Hierna volgt de Cours Daniele Casanova en verder aan het eind van de rue Forcioli-Conti staat de kathedraal Notre-Dame-de-l'Assomption, gebouwd in renaissancestijl. Het bouwwerk is een samenstel van kapellen, booggewelven en fresco's. Aan de Cours Napoleon staat de Saint-Roch, een nieuwe kerk uit 1895. Op de Place Giraud staat een groot standbeeld van Napoleon.
Het Musée Fesch heeft een grote collectie schilderijen van Italiaanse meesters uit de 14e tot de 18e eeuw. Het is ondergebracht in een paleis gebouw door kardinaal Joseph Fesch en zijn schilderijencollectie vormde de basis voor de collectie van het museum.

### Bezienswaardigheden
- Chapelle des Grecs, kapel (1632)
- Chapelle Impériale, kapel (1857)
- Notre-Dame-de-l'Assomption, kathedraal (1593)
- Place d'Austerlitz, beeld van Napoleon
- Place Charles-de-Gaulle, beeld van Napoleon
- Place Diamant, plein
- Place du Maréchal Foch, beeld van Napoleon
- Saint-Erasme, kapel (1617)
- Saint-Jean-Baptiste, kapel (1581)
- Saint-Roch, kapel (1599)

### Afbeeldingen

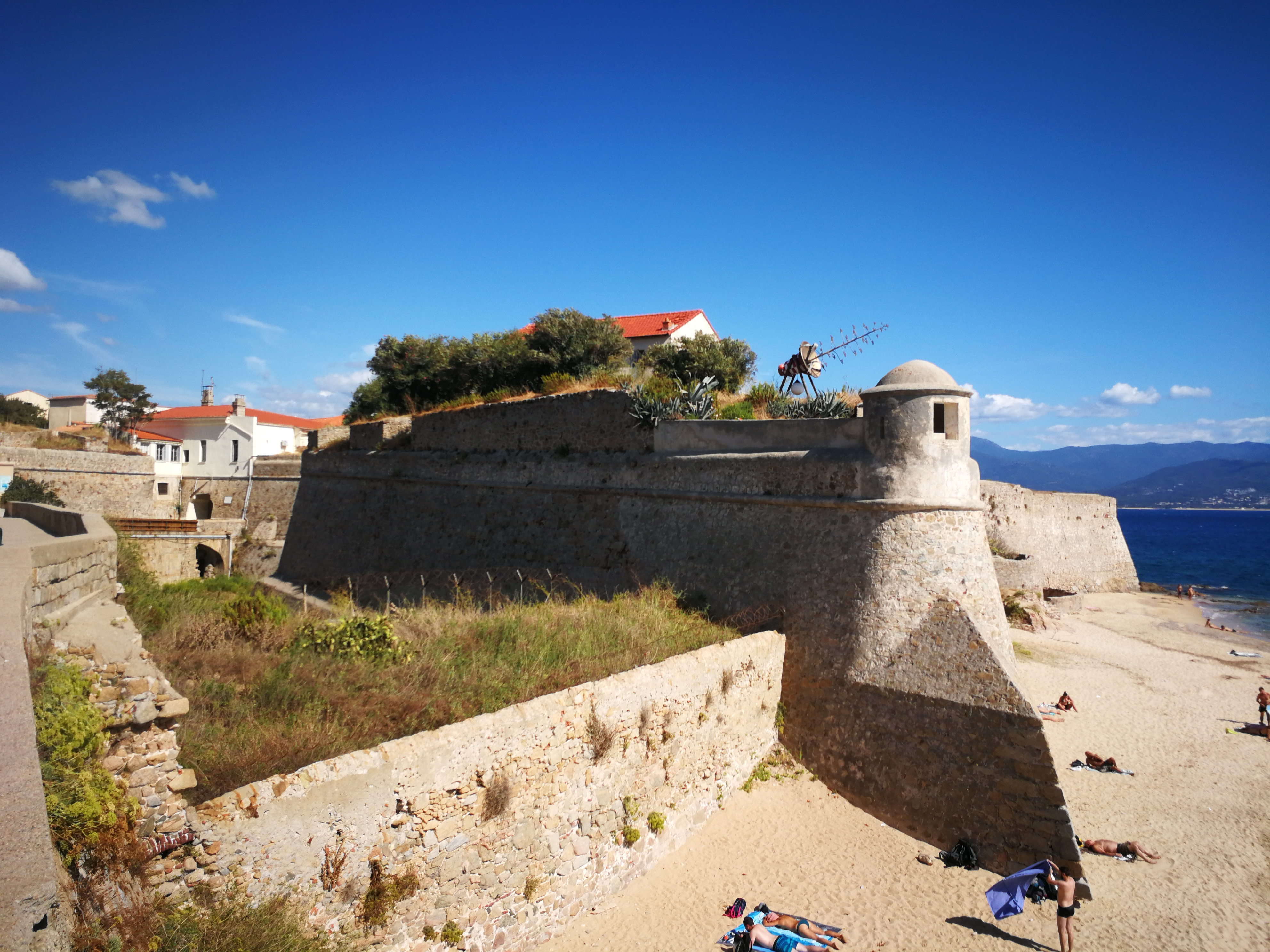
Citadel
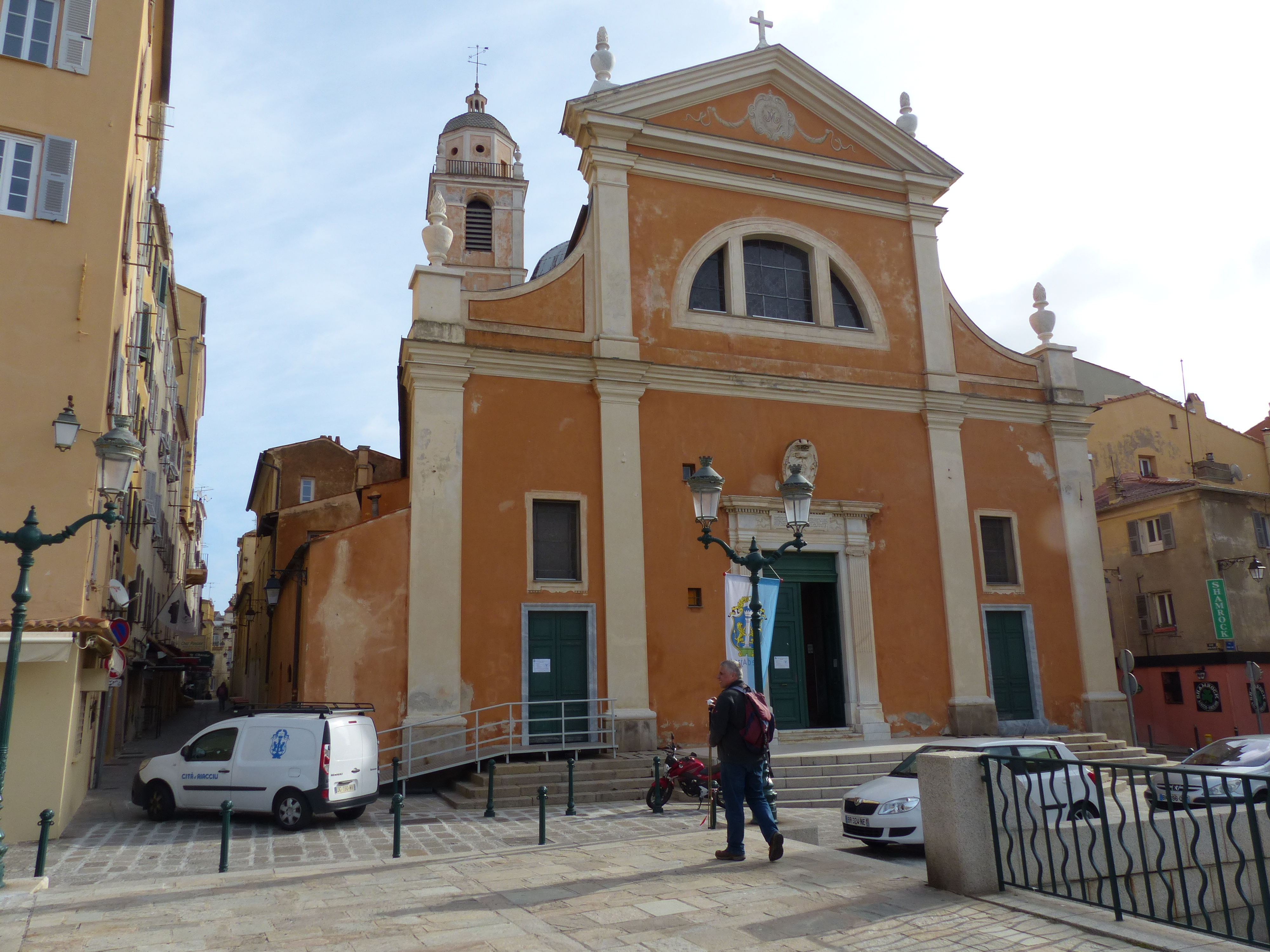
Kathedraal
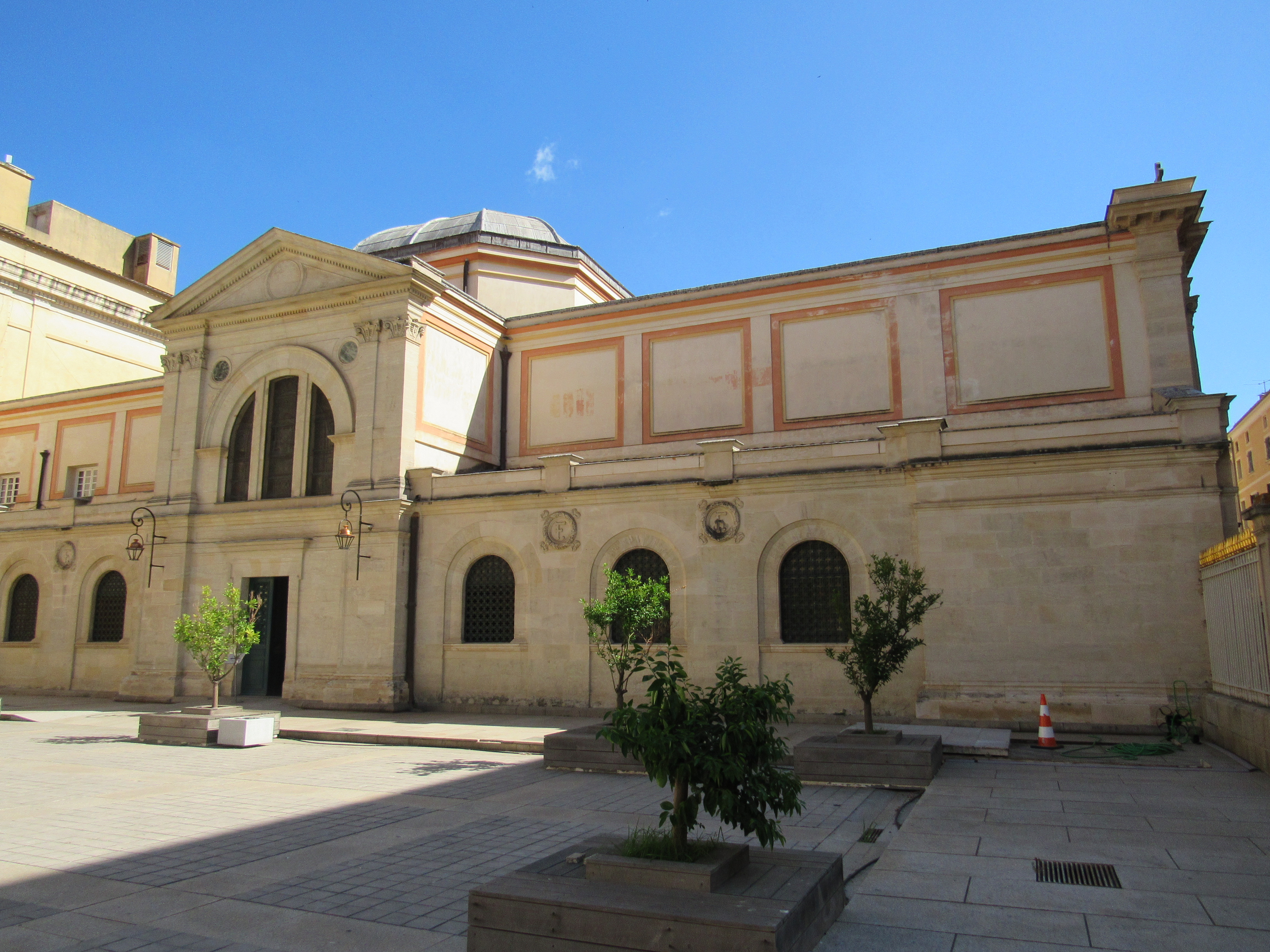
Chapelle Impériale
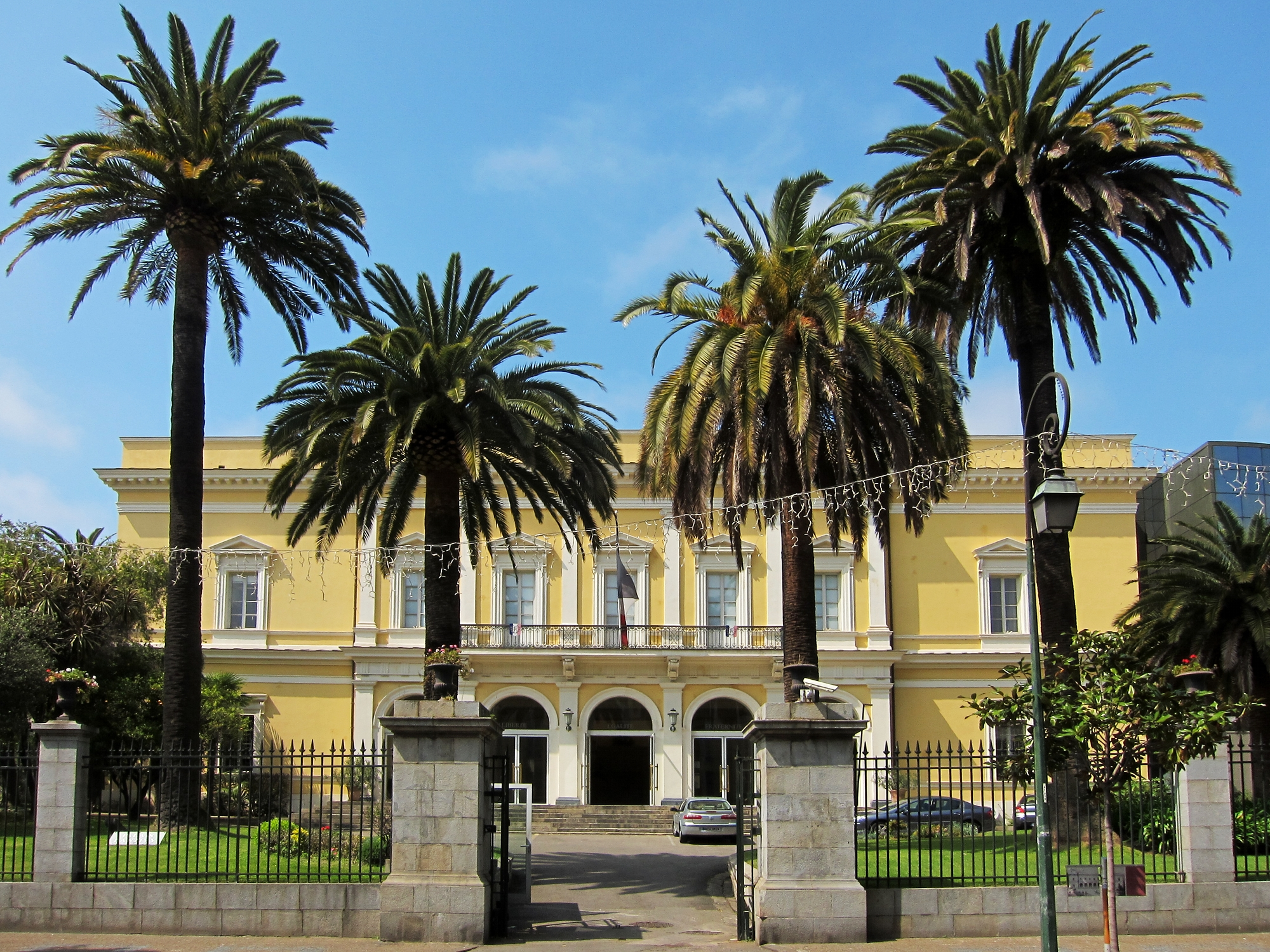
Prefectuur (19e eeuw)
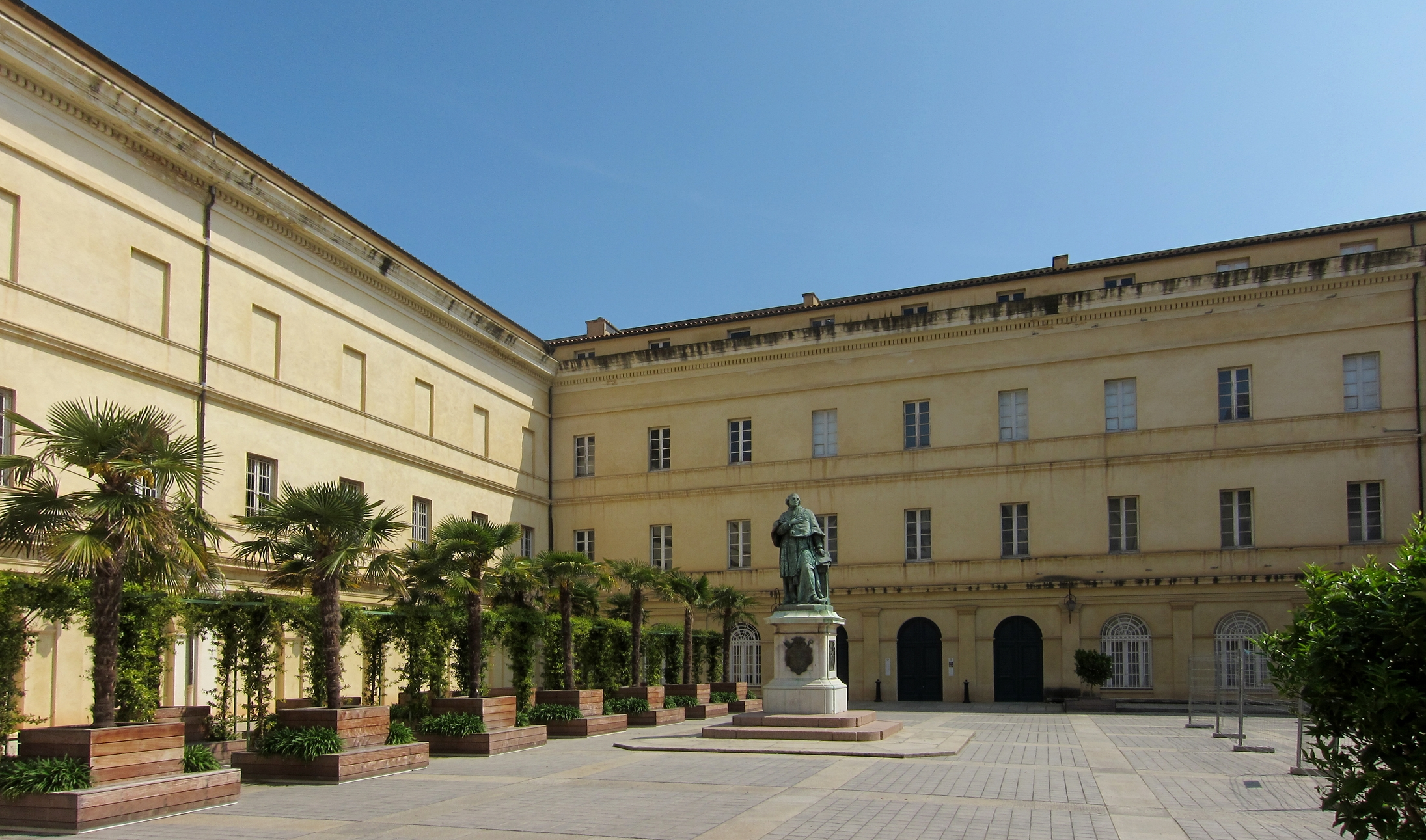
Musée Fesch
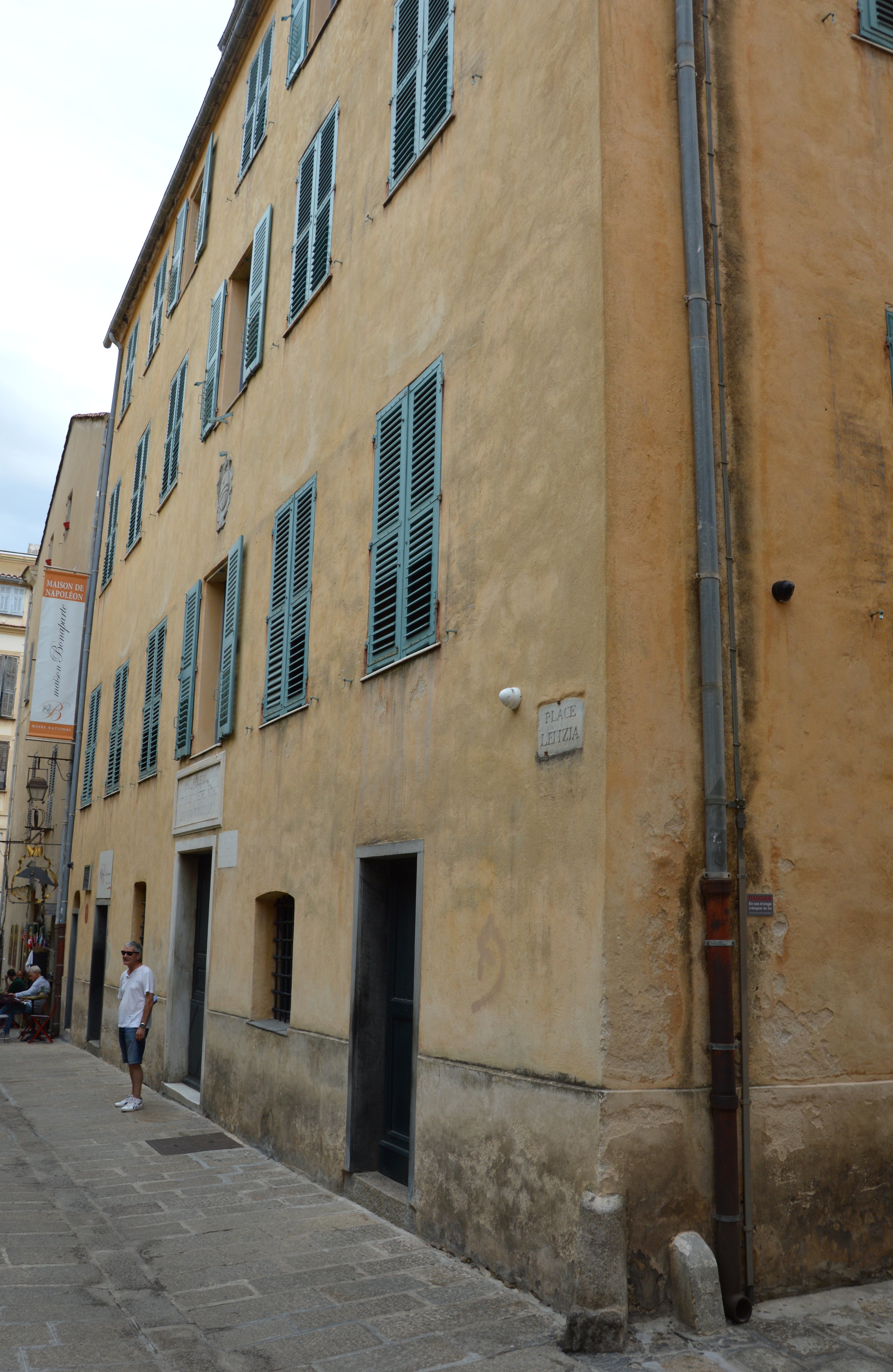
Geboortehuis van Napoleon Bonaparte
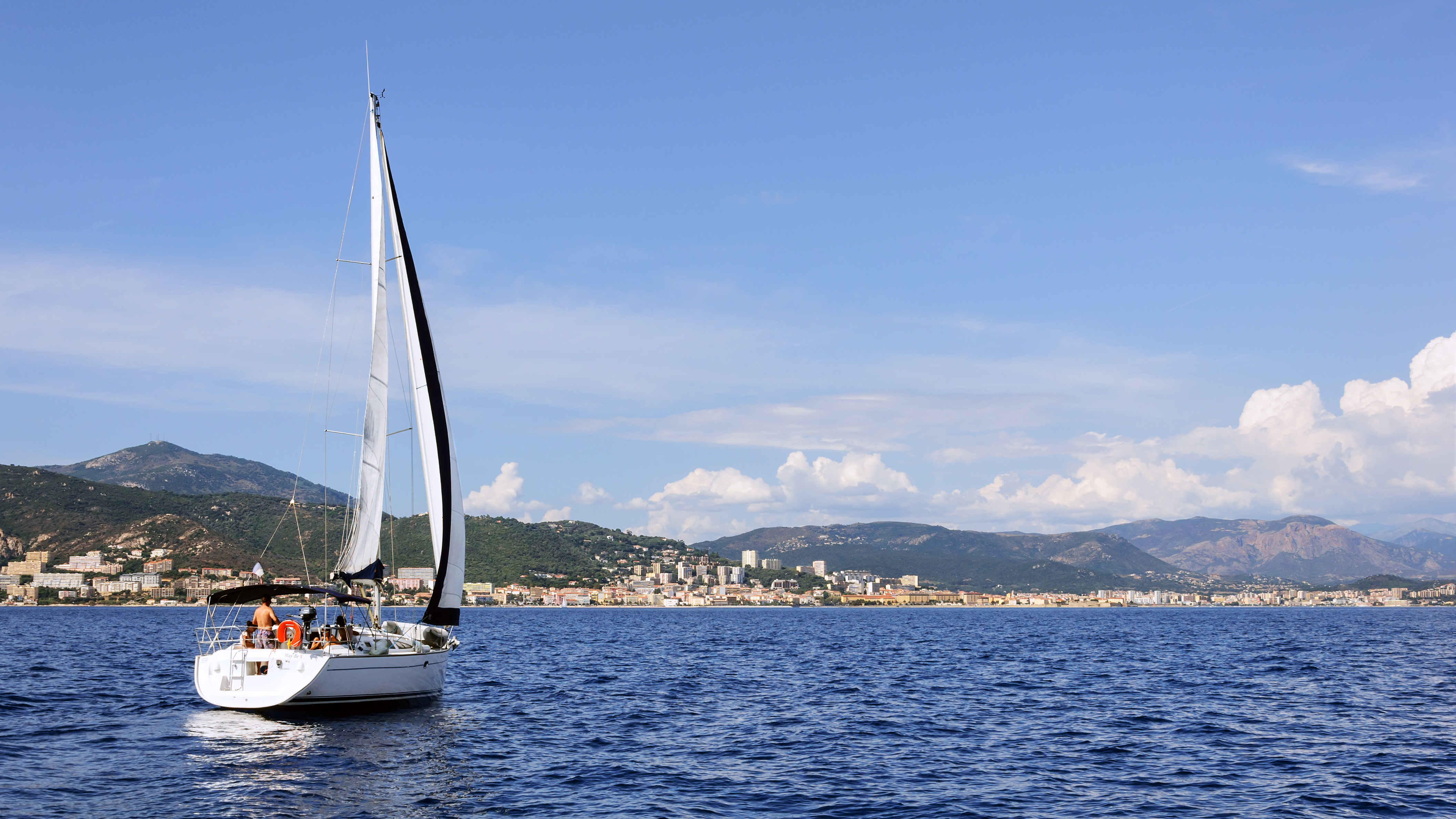
De baai van Ajaccio
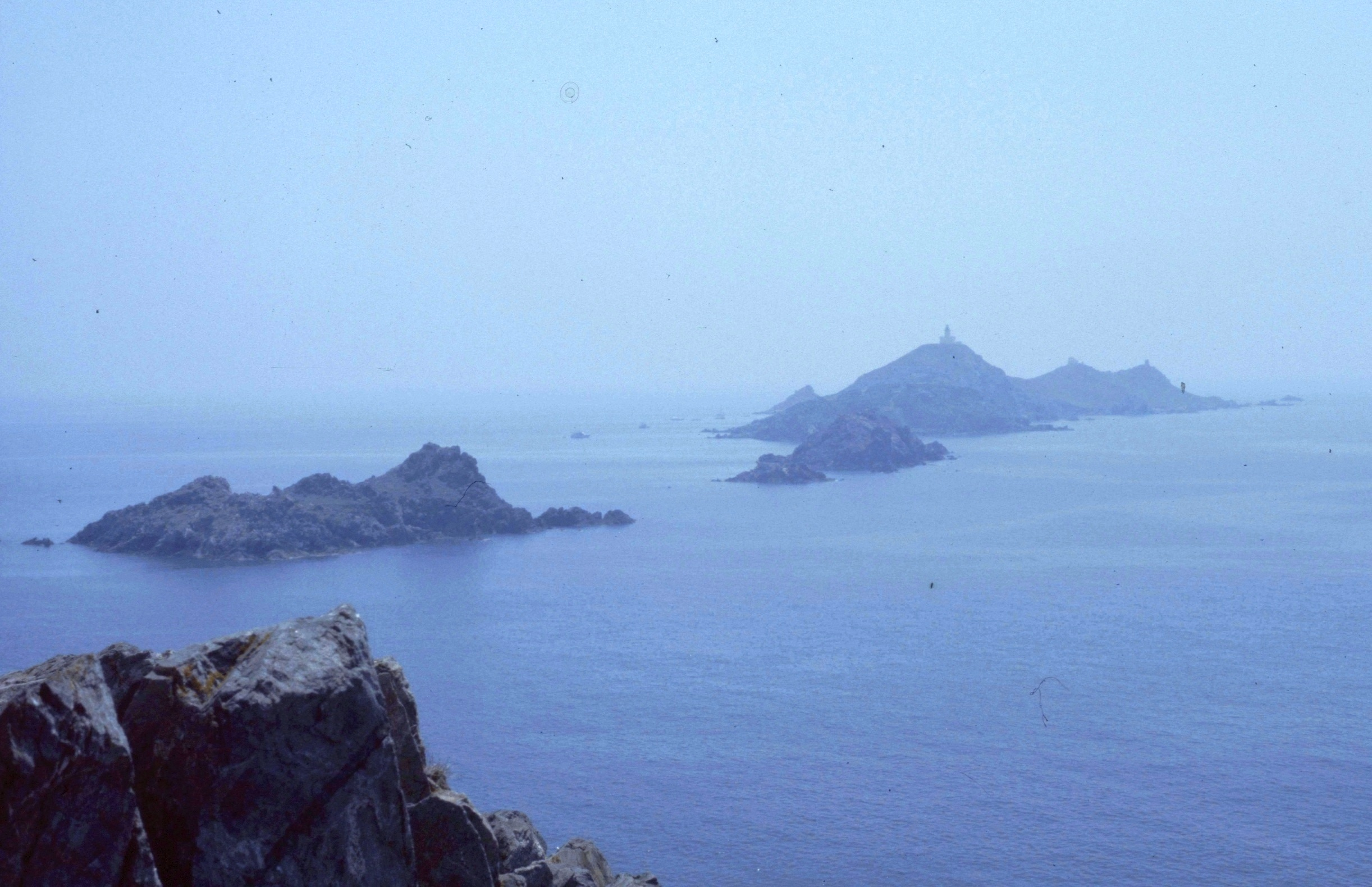
Îles Sanguinaires

## Sport
Ondanks het beperkte inwoneraantal van Ajaccio kent de stad twee professionele voetbalclubs, die beide uitkwamen op het hoogste Franse niveau de Ligue 1. AC Ajaccio is de succesvolste club van de stad en speelt in het Stade François Coty. Gazélec FCO Ajaccio is de tweede club en speelt in het Stade Ange Casanova.
Ajaccio was één keer etappeplaats in de wielerkoers Ronde van Frankrijk. In 2013 won de Belg Jan Bakelants er de etappe.

## Geboren

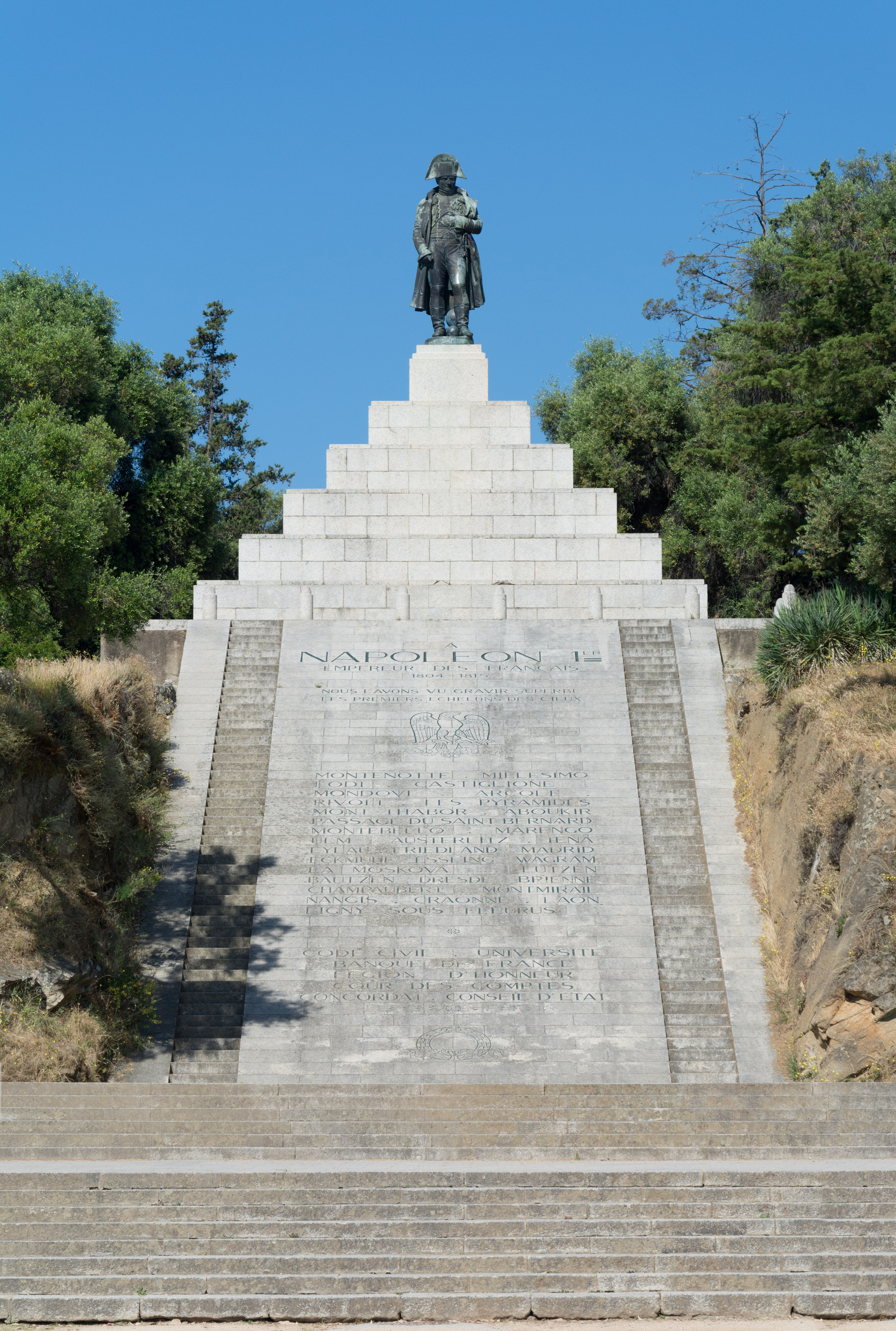
Standbeeld van Napoleon op de Place Austerlitz

- Carlo Maria Buonaparte (1746-1785), advocaat en politicus
- Maria Laetitia Ramolino (1750-1836), moeder van Napoleon Bonaparte
- Joseph Fesch (1763-1839), kardinaal, aartsbisschop van Lyon en staatsman
- Napoleon Bonaparte (1769-1821), militair generaal en Keizer van Frankrijk
- Lodewijk Napoleon (1778-1846), koning van Holland
- Félix Baciocchi (1803-1866), politicus
- Marie Long (1877-1968), verpleegster
- Tino Rossi (1907-1983), zanger
- François-Xavier Ortoli (1925-2007), politicus, zakenman en voorzitter van de Europese Commissie (1973-1977)
- Paul Vecchiali (1930), filmregisseur en schrijver
- Patrice Luzi (1980), voetballer
- Alizée (1984), zangeres
- Yannick Cahuzac (1985), voetballer
- Wahbi Khazri (1991), Tunesisch voetballer
- Adama Diakhaby (1996), voetballer
- Vincent Marchetti (1997), voetballer
- Maxime Chevalier (1999), wielrenner
- Evann Guessand (2001), Ivoriaans voetballer

## Stedenbanden
- Palma de Mallorca, Spanje
- La Maddalena, Italië